# Mamá, mamá, mamá
Pour plus de détails, voir Fiche technique et Distribution.
Mamá, mamá, mamá est un film argentin réalisé par Sol Berruezo Pichon-Rivière, sorti en 2020.
Il est basé sur un script du même auteur, ayant remporté le prix Opera Prima 2017 de l'INCAA.
Le film, produit par Rita Cine et Bomba Cine, est nommé dans la catégorie Generation Kplus lors de la Berlinale 2020.

## Fiche technique
Sauf indication contraire, les informations mentionnées dans cette section peuvent être confirmées par la base de données cinématographiques IMDb,  présente dans la section « Liens externes ».
- Titre original : Mamá, Mamá, Mamá
- Réalisation, scénario et dialogues : Sol Berruezo Pichon-Rivière
- Musique : Kobra Kei, Mauro Morelos, Rascolnikoff
- Production : Laura Tablón
- Pays de production :  Argentine
- Langue originale : espagnol
- Format : couleur
- Genre : drame
- Durée : 65 minutes
- Dates de sortie :
  - Allemagne : 22 février 2020 (Berlinale)
  - Argentine : 23 novembre 2020 (Festival international du film de Mar del Plata)
  - France : 29 mars 2022 (Reflets du cinéma ibérique et latino-américain, Villeurbanne) ; 13 avril 2022 (sortie nationale)

## Distribution
Sauf indication contraire, les informations mentionnées dans cette section peuvent être confirmées par la base de données cinématographiques IMDb,  présente dans la section « Liens externes ».
- Agustina Milstein : Cleo
- Chloé Cherchyk : Nerina
- Camila Zolezzi : Manuela
- Matilde Creimer Chiabrando : Leoncia
- Siumara Castillo : Ailín